# Deltocephalus menoni
Deltocephalus menoni är en insektsart som beskrevs av Rama Subba Rao och K. Ramakrishnan 1990. Deltocephalus menoni ingår i släktet Deltocephalus och familjen dvärgstritar. Inga underarter finns listade i Catalogue of Life.